# دانيال زالومون (ملحن)
دانيال زالومون (بالعبرية: דניאל סלומון‏) هو كاتب أغاني ومغني وملحن إسرائيلي، ولد في 1973 في حيفا في إسرائيل.